# Enon (együttes)
Az Enon egy 1999-ben alakult amerikai indie rock együttes.

## Diszkográfia

### Albumok
- 1998 Long Play
- 1999 Believo!
- 2002 High Society
- 2003 Hocus Pocus
- 2004 Onhold
- 2005 Lost Marbles and Exploded Evidence (compilation album + DVD set)
- 2007 Grass Geysers...Carbon Clouds

### Kislemezek
- 1998 "Fly South"
- 1999 "Motor Cross"
- 2001 "Listen (While You Talk)"
- 2001 "Marbles Explode"
- 2001 "The Nightmare Of Atomic Men"
- 2002 Enon [Self-Titled]
- 2002 "Drowning Appointment"
- 2003 "In This City"
- 2003 "Evidence"
- 2003 "Because Of You"
- 2003 "Starcastic"
- 2008 "Little Ghost / Swab The Deck"

## Külső hivatkozások
- Az együttes hivatalos weboldala